# Gerasimos Bekas

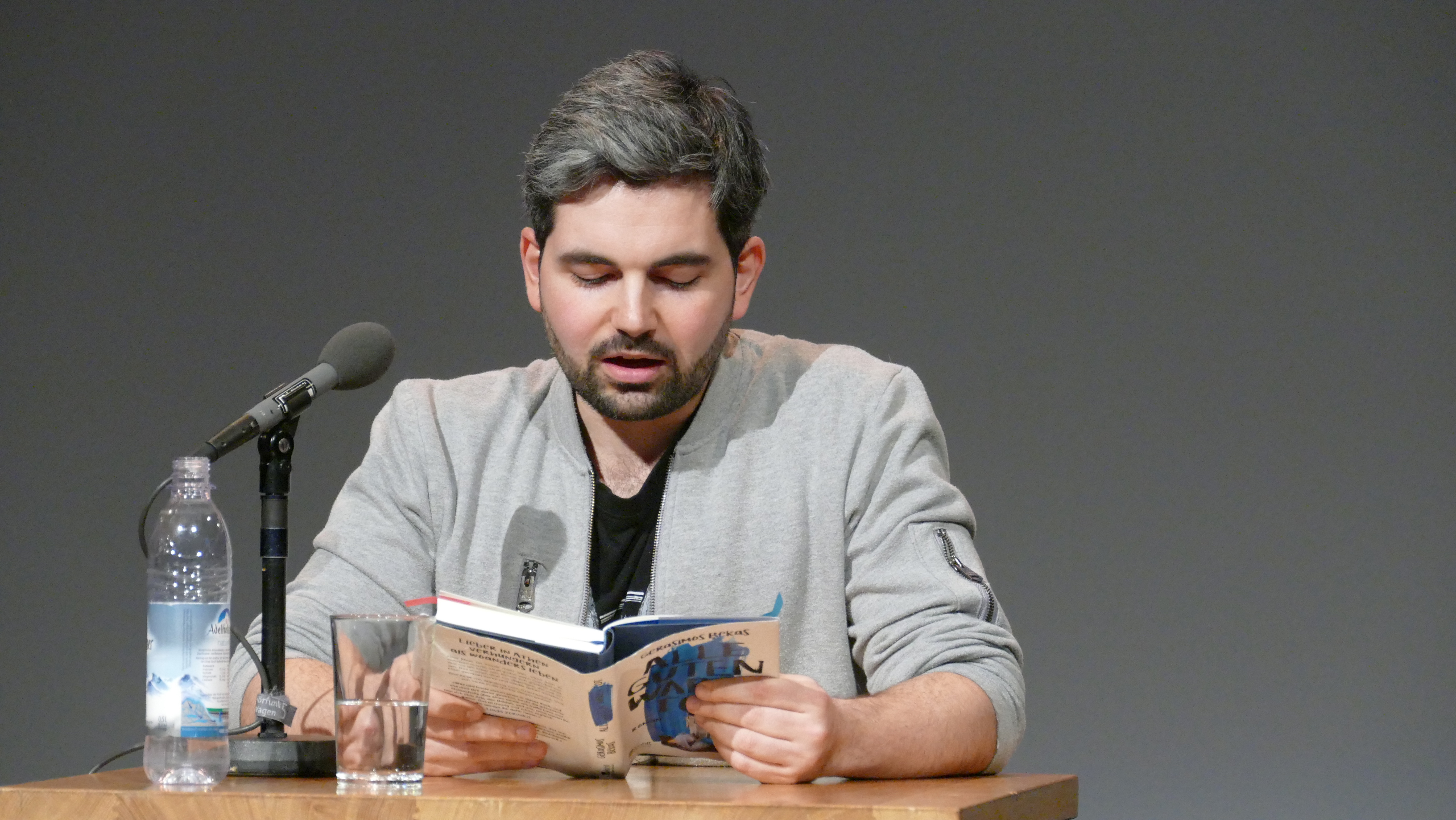
Gerasimos Bekas beim Literaturfestival München

Gerasimos Bekas (* 1987) ist ein Schriftsteller und Dramatiker.

## Leben und Werk
Bekas wuchs in Deutschland und Griechenland auf. Er studierte Politikwissenschaften in Würzburg und Bamberg. Zentral in seinem Werk sind die Auseinandersetzung mit gesellschaftlichen Konfliktfeldern und dem Umgang mit Geschichte, insbesondere in den deutsch-griechischen Beziehungen. Für das Goethe-Institut berichtet Gerasimos Bekas regelmäßig über die Berlinale und schreibt die Kolumne Ausgesprochen...Berlin, die in viele Sprachen übersetzt wird. Im Oktober 2020 wurde Bekas als deutscher Generalsekretär des Deutsch-Griechischen Jugendwerks vorgestellt, das im April 2021 die Arbeit aufgenommen hat.

## Werke

### Roman
- Alle Guten waren tot. Roman. Rowohlt, Reinbek bei Hamburg 2018, ISBN 978-3-498-00684-6.
- (Griechisch) Όλοι οι καλοί έχουν πεθάνει, Verlag Kritiki, Athen 2020,  ISBN 978-960-586-331-9[4]

### Bühnenwerke
- The Dogs (UA Athens & Epidaurus Festival Athen, R: Anestis Azas, 2024)
- Republic of Baklava (UA Athens & Epidaurus Festival Athen, R: Anestis Azas, 2021)
- Sisyphos auf Silvaner. (UA Mainfranken Theater Würzburg, R: Albrecht Schröder, 2019)
- Karagiozis bei den Thermopylen. (UA Maxim Gorki Theater Berlin, R: Kostis Kallivretakis, 2018)
- Nothing left to destroy. (UA Maxim Gorki Theater Berlin, R: Pınar Karabulut, 2017)
- Das große Wundenlecken. (UA Staatstheater Augsburg, R: Sapir Heller, 2016)
- G for Gademis. (UA Griechisches Nationaltheater Athen, 2015)
- Glitschgott – Die Erlösung. (UA Maxim Gorki Theater Berlin, R: Sapir Heller, 2015)

## Auszeichnungen
- 2014: taz-Publikumspreis beim 22. open mike
- 2018: Leonhard-Frank-Stipendium der Stadt Würzburg
- 2019: August Graf von Platen Förderpreis der Stadt Ansbach
- 2024: Publikumspreis für The Dogs beim Athens & Epidaurus Festival Athen
- 2025: PEN/Heim Translation Fund Grant für "All the Good Guys Were Dead" von PEN America[5]